# Semacode

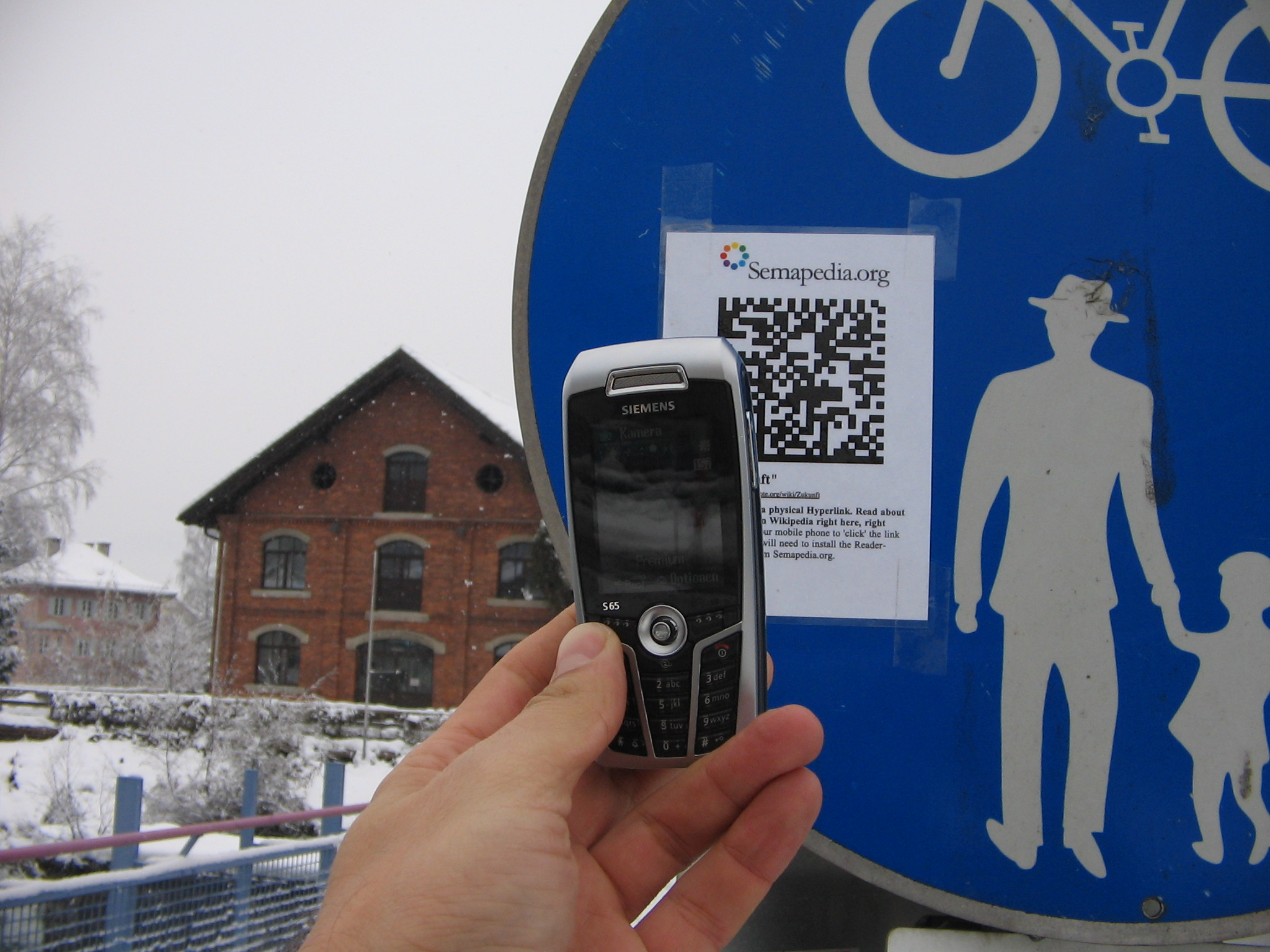
Считывание с помощью мобильного телефона кода Data Matrix

Пример кода Data Matrix, кодирующего текст: «Wikipedia, the free encyclopedia»

Semacode — софтверная компания, находящаяся в Уотерлу (Онтарио).

## Semapedia
Semapedia — проект по соединению статей Википедии с местами в реальном мире.
Установка физических тегов semapedia на реальные объекты позволяет людям с мобильными телефонами, используя камеры в мобильных телефонах и коммуникаторах, декодировать адрес статьи в Википедии из кода «semacode». Телефон может использовать свой браузер для показа статей Википедии.